# إليزابيث بست
إليزابيث بست (بالإنجليزية: Elizabeth Best) هي كاتِبة وكاتبة للأطفال أسترالية، ولدت في 1977.